# أباريس

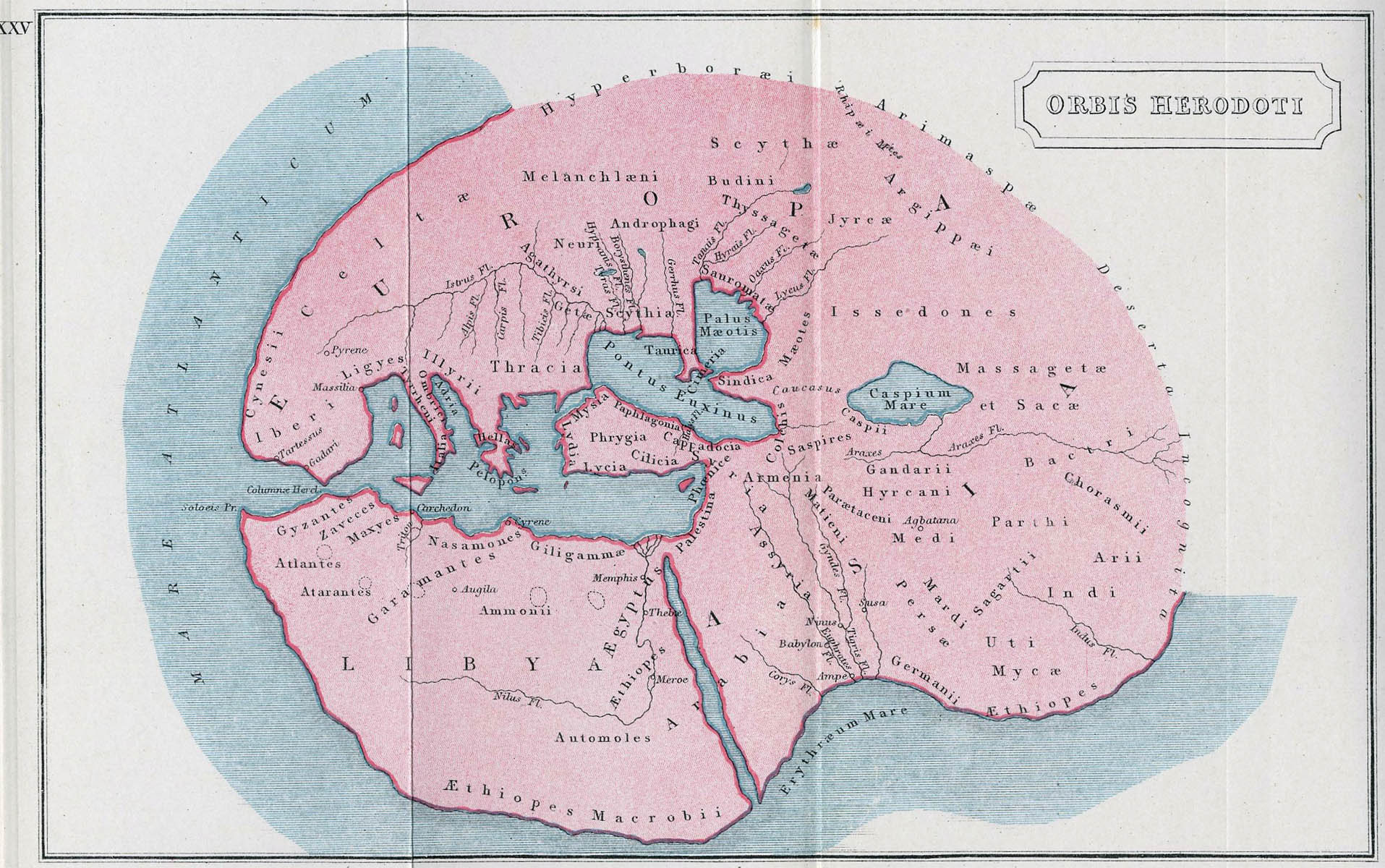
عالم هيرودوت

أباريس (باللاتينية: Abaris) في الاساطير اليونانية عندما فكر سكان القطب الشمالي الذين كان يحبهم الإله أبولو بصفة خاصة في بناء معبد لهذا الإله، أرسلوا على وجه السرعة الكاهن أباريس (كاهن أبولو) إلى الجنوب لجمع التبرعات لبناء المعبد. فمنحه الإله أبولو سهمًا سحريًا عجيبًا يعمل كما لو أنه كان آلة طائرة. استطاع أن يعرف الكثير من التنبوءات عن طريق هذا السهم العجيب ذكرها فيما بعد أباريس للفيلسوف فيثاغورس مقابل بعض دروس في الفلسفة.
وفي رواية أخرى أن فيثاغورس هو الذي أحال السهم إلى طائرة. وتقول الأسطورة أن أباريس لم يأكل في حياته قط. (وشعب القطب الشمالي مذكور في الترنيمات المنسوبة إلى هوميروس كما يذكره أيضا الشاعر بندار وكذلك أفلاطون وأرسطو.)
وهو كاهن الرب أبوللو Apollo الذي ساعده في الهروب من سكيثيا في القفقاس إلى اليونان على إثر انتشار الوباء في تلك المنطقة. قدم له أبوللو أيضًا سهما ذهبيا يشفي الأمراض وينطق بالنبوءات. كما أن السهم يجعل الكاهن خفيًا ويمكنه من الطيران في السماء. فيما بعد أعطى أباريس السهم لفيثاغورس. وقد أشار إليه هيرودوت وبندار باسم كنيته «الشالي» Hyperborean. والشاليون في الأساطير اليونانية هم الذين يعيشون ما بعد الريح الشمالية ويتمتعون بالشمس والدفء.